# Marianne Brandt

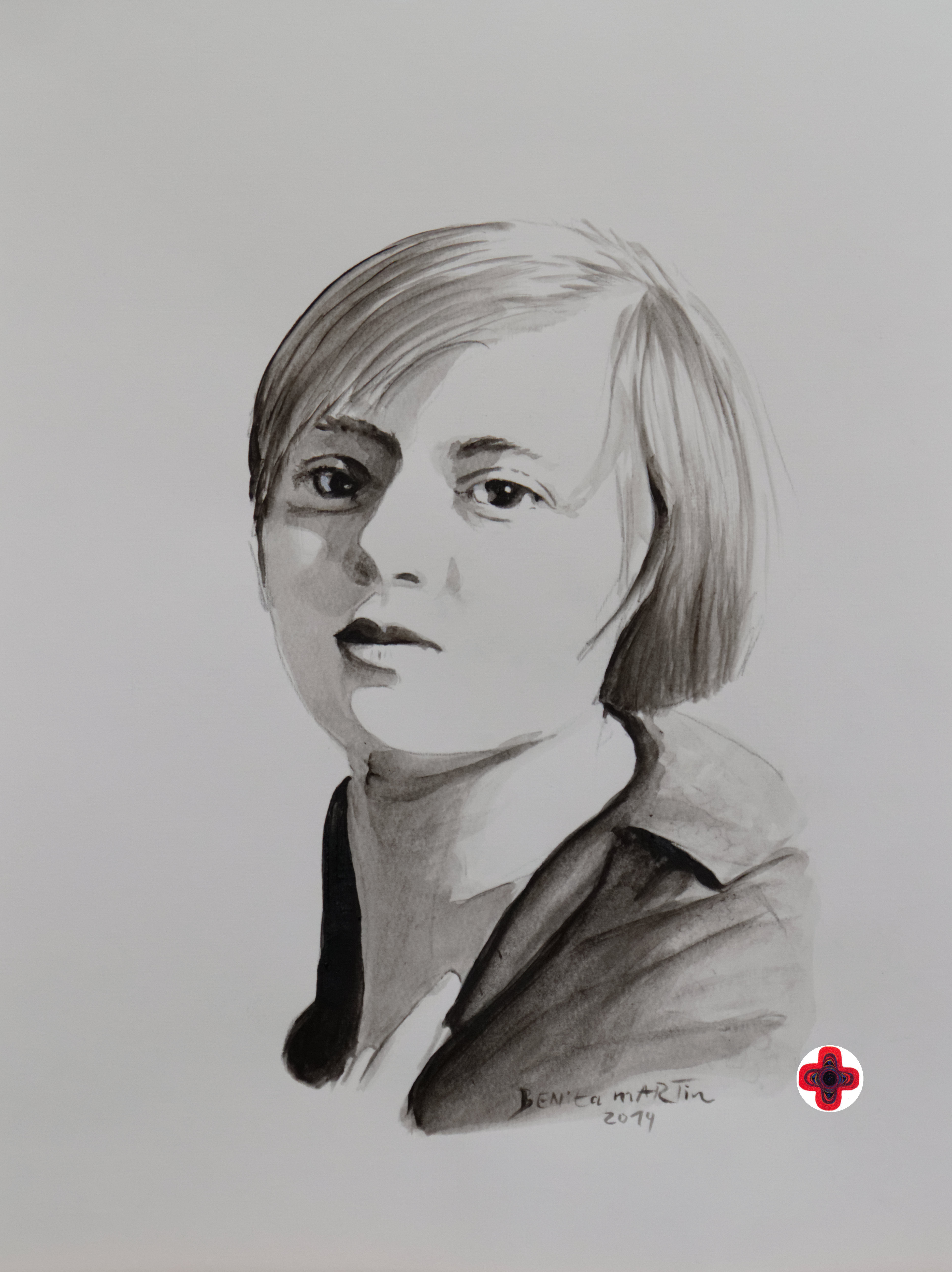
Marianne Brandt

Marianne Brandt (1893-1983), nascida como Marianne Liebe em Chemnitz na Alemanha em 1 de Outubro de 1893, foi casada com o pintor norueguês Erik Brandt, com quem viajou para a Noruega e a França. Ela estudou pintura antes de ingressar na Bauhaus em 1923. Lá ela começou seus estudos de teorias em design na Oficina de metal com o modernista húngaro László Moholy-Nagy e em pouco tempo Marianne alcançou a posição de assistente da Oficina. Em 1928 ela conseguiu o cargo de diretora da Oficina de metais da Bauhaus, Marianne Brandt dirigiu a escola durante 1 ano, negociando na Bauhaus alguns dos mais importantes contratos de indústrias colaboradoras(patrocínios). Estes contratos eram para a produção de luminárias e outras oficinas de design em metal, era muito difícil conseguir abrir oficinas que ajudassem a financiar a escola.
Após ter deixado a Bauhaus de Berlim em 1929, Brandt trabalhou para Walter Gropius em seu estúdio de Berlim. Logo depois foi responsável pelo setor de design de metal na empresa de Ruppel em Gotha, onde permaneceu até a perda de seu trabalho em meio ao período da “Grande depressão” (1932). Durante o Nazismo na Alemanha, Brandt tentou encontrar trabalho fora do país, mas as responsabilidades com a família chamaram-na de volta a Chemnitz. Em 1939 ela se tornou membro do “Reichskulturkammer,” a organização oficial de artistas nazistas, a fim obter algumas fontes da arte, que lhe tinham sido proibidas de outra maneira. Entretanto, Brandt nunca havia se tornado uma nazista, de fato estava ali para tentar prosseguir com sua carreira artística. Em 1935 após muitos anos separados, ela e Erik Brandt se divorciam oficialmente.
Marianne Brandt morreu em Kirchberg, Saxônia aos 89 anos de idade. Quando a Bauhaus já era considerada “decadente”. No fim de sua vida Brandt teve um grupo leal de estudantes que a acompanhavam por muitos anos sendo ela sua professora de design.